# Chao (obra de teatro)
Chao (Tchao en su título original) es una obra de teatro de Marc Gilbert Sauvajon, estrenada en 1969.

## Argumento
La historia nos muestra a dos familias francesas. Monsieur Kouficel, es un empresario acaudalado, que en aras de preservar su gran imperio mediante la reducción de gastos despide al que hasta ahora había sido su más cercano y leal colaborador, Monsieur Marteni, que llevaba toda la vida en la empresa. Este provocará la reacción airada de Vincent, el joven hijo de Marteni que lo ve como una auténtica injusticia y una humillación a su padre. Vincent, encontrará el apoyo en la persona que menos podría imaginar Sophie, la joven y bella hija de Monsieur Kouficel. El amor no tardará en surgir entre ellos.

## Estreno en España
- Teatro Infanta Isabel, Madrid, 3 de diciembre de 1971.
  - Dirección: Alberto Closas.
  - Escenografía: Santiago Ontañón.
  - Intérpretes: María José Goyanes (Sophie), Margot Cottens, Roberto Camardiel, Bárbara Lys, Pepe Calvo, Eusebio Poncela (Vicente), Luis Peña.
- Teatro Benavente, Madrid, 29 de marzo de 1975.
  - Dirección: José Calvo.
  - Versión: Vicente Balart.
  - Intérpretes: José Calvo